# 尼克·昂斯
尼古拉斯·約翰·昂斯（英語：Nicholas John Ungs，1979年9月3日—），曾經於2007年及2009年效力中華職棒兄弟象，守備位置為投手。

## 經歷
- 美國職棒佛羅里達馬林魚（小聯盟，2001年～2007年9月10日）
- 中華職棒兄弟象（2007年9月16日～2007年）
- 美國職棒密爾瓦基釀酒人（小聯盟，2008年）
- 中華職棒兄弟象（2009年2月2日～2009年4月20日）
- 美國職棒佛羅里達馬林魚（小聯盟，2009年～2010年）
- 委內瑞拉聯盟Bravos de Margarita（2009年10月～12月16日）
- 委內瑞拉聯盟Tiburones de la Guaira（2010年10月～11月）
- 美國職棒獨立聯盟Somerset Patriots（2011年）
- 澳洲棒球聯盟Melbourne Aces（2011年11月～2012年2月）

## 職棒生涯成績
| 年度   | 球隊   | 出賽 | 勝投 | 敗投 | 中繼 | 救援 | 完投 | 完封 | 四死 | 三振 | 責失 | 投球局數 | 防禦率 |
| ------ | ------ | ---- | ---- | ---- | ---- | ---- | ---- | ---- | ---- | ---- | ---- | -------- | ------ |
| 2007年 | 兄弟象 | 4    | 2    | 0    | 0    | 0    | 1    | 0    | 5    | 17   | 4    | 22.0     | 1.64   |
| 2009年 | 兄弟象 | 3    | 0    | 1    | 0    | 0    | 0    | 0    | 6    | 9    | 10   | 13.0     | 6.92   |
| 合計   | 2年    | 7    | 2    | 1    | 0    | 0    | 1    | 0    | 11   | 26   | 14   | 35.0     | 3.60   |

## 特殊事蹟
- 2007年9月24日初登板對戰誠泰COBRAS奪得中職生涯首勝。

## 外部連結
- 尼克·昂斯在台灣棒球維基館上的頁面（繁體中文）
- 尼克·昂斯在美國職棒官網（英语）
- 尼克·昂斯在澳洲職棒官網（英语）
- 尼克·昂斯在中華職棒官網
- 尼克·昂斯在Baseball-Reference.com（小聯盟以及海外聯盟）（英语）
- 尼克·昂斯在The Baseball Cube（英语）